# Vorgebirgsplatz

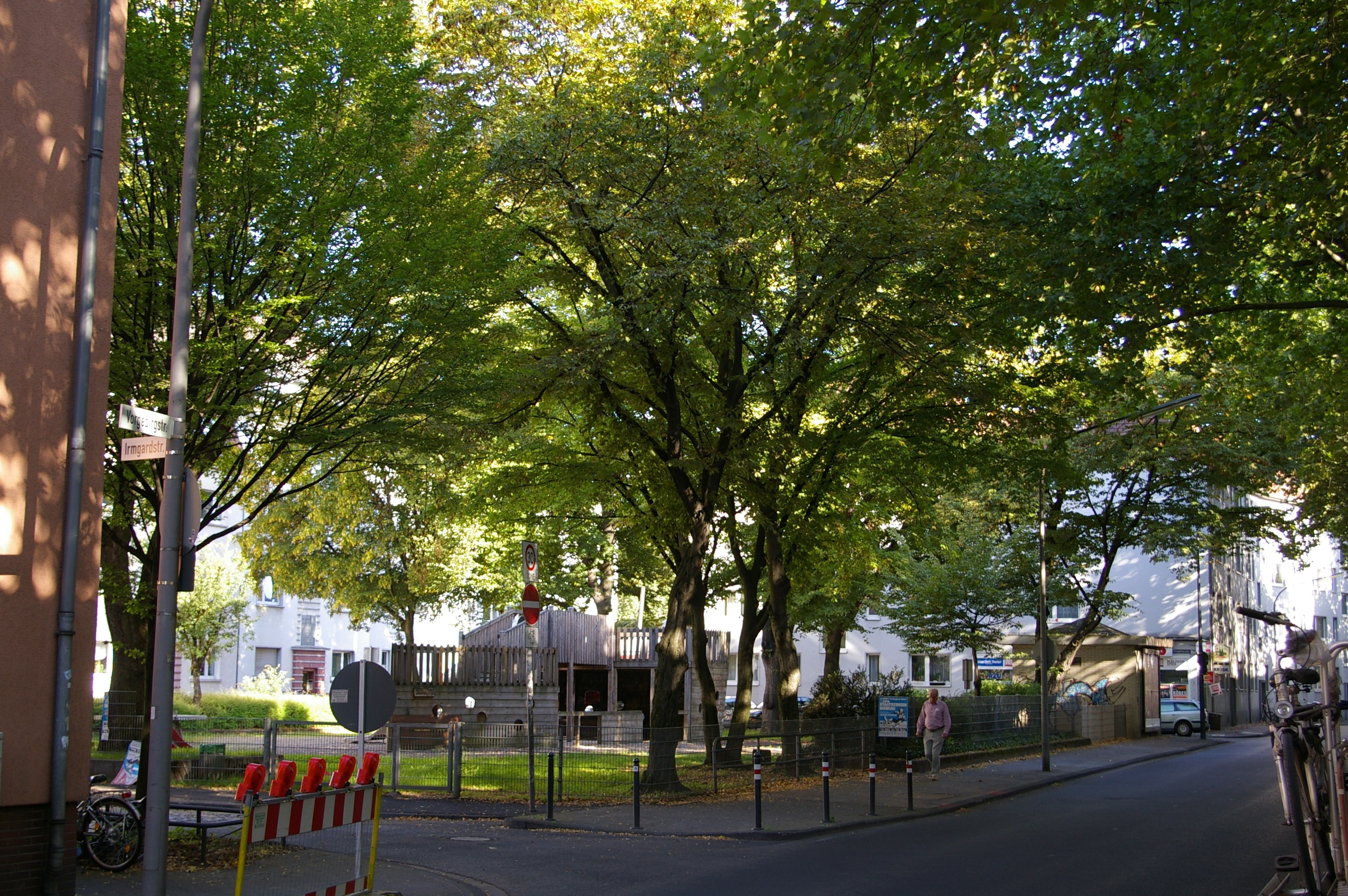
Vorgebirgsplatz in Köln-Zollstock

Der Vorgebirgsplatz im Kölner Stadtteil Zollstock ist eine unter Denkmalschutz stehende ehemalige Grünanlage und heutiger Spielplatz.
Der kleine Park wurde 1911 bei 1912 als Schmuckanlage mit Brunnen angelegt. Der Entwurf stammt vom Gartenarchitekt Fritz Encke, der als königlicher Gartenbaudirektor und Kölns städtischer Gartendirektor auch zahlreiche andere Parkanlagen und Plätze in Köln entwarf. Er hatte ursprünglich eine Größe von 0,23 Hektar.
Die Grünanlage wurde gärtnerisch mit Bäumen und Bepflanzung gestalte. Der Brunnen wurde später entfernt und in der Mitte der Grünfläche ein Holzschiff als Spielgerät aufgestellt und der Platz somit zu einem Spielplatz umgestaltet. Eine Boulebahn wurde 2009 dort erbaut. Ein alter Baumbestand umgibt noch die Platzfläche. Vor den umliegenden Häusern befinden sich vier Stolpersteine.